# (14621) Tati
(14621) Tati (1998 UF18) – planetoida z pasa głównego asteroid okrążająca Słońce w ciągu 3,61 lat w średniej odległości 2,35 j.a. Odkryta 22 października 1998 roku.